# 1972 en hockey sur glace
Cette page présente les éléments de hockey sur glace de l'année 1972, que ce soit d'un point de vue rencontres internationales ou championnats nationaux. Les grandes dates des différentes compétitions sont données ainsi que les décès de personnalités du hockey mondial.

## Amérique du Nord

### Ligue nationale de hockey
Les Bruins de Boston remportent face aux Rangers de New-York leur cinquième coupe Stanley. Déjà largement premiers de la division est, les bostoniens confirment en série éliminatoire, avec 12 victoires en 15 matchs. Ces trois défaites, encaissées exclusivement face à des équipes de l'est, confirment la domination de cette division. Cette saison encore, les équipes de l'ouest ne remportent effectivement pas une seule victoire en huit matchs sur leurs rivaux géographiques.

### Association mondiale de hockey
Fondation des Nordiques de Québec.

## Europe

### Allemagne
- À l'ouest, la Bundesliga adopte un nouveau format, plus moderne: chaque équipe se rencontre deux fois à domicile, et deux fois à l'extérieur, entre août et décembre. C'est le Düsseldorfer EG qui remporte le premier cette nouvelle formule. Il s'agit alors du deuxième titre du club. Le Krefelder EV, club historique du championnat allemand, termine une saison catastrophique à la neuvième et dernière position: la relégation n'est évitée que par la dissolution en début de saison du Preussen Krefeld, qui porte la Bundesliga à 9 équipes et annonce une saison sans relégation possible[2].
- À l'est, seules deux équipes s'affrontent, en huit matchs: le Dynamo Weißwasser, sacré champion pour la dix-neuvième fois et qui remporte également la coupe, et le Dynamo Berlin[3].

## International

### Jeux Olympiques
À Sapporo, l'équipe soviétique poursuit sa domination mondiale, aidé par le Canada qui boycotte les compétitions internationales pour protester contre l'interdiction des joueurs professionnels. La surprise du tournoi vient des États-Unis, qui remportent la médaille d'argent au nez de la Tchécoslovaquie.

### Championnats du monde
Pour la toute première fois, l'IIHF organise ses premiers championnats du monde sur une année olympique, faisant ainsi concurrence au tournoi du CIO. Par cette émancipation, l'IIHF espère professionnaliser le hockey international. Organisée à Prague, en une poule unique de six équipes se rencontrant deux fois, cette édition est un succès populaire. Près de 9 000 spectateurs en moyenne assistent à chaque matchs d'une compétition marquée par la rivalité entre URSS et Tchécoslovaquie, à peine quatre ans après le printemps de Prague. C'est la nation hôte qui finit par l'emporter, s'arrogant son troisième titre.

### Série du Siècle
Les joueurs professionnels de la LNH étant interdits de compétition internationale, le Canada et l'Union soviétique organisent une série, appelée Série du Siècle, afin de prouver tous les deux qu'ils sont la plus grande nation de hockey au monde. Loin d'être à sens unique, comme le pensaient les canadiens, la série se termine sur une courte victoire du Canada, grâce à un but à trente-quatre petites secondes du terme du 8e et dernier match.

## Autres Évènements

### Fondation de club
- Association des sports de glace de Tours (France).
- Fondation des Nordiques de Québec (LNH).

### Décès
- 5 janvier : Max Bennett, joueur ayant évolué durant dix saisons dans la Ligue américaine de hockey. Il remporta trois Coupe Calder, une avec les Stars de Syracuse et deux avec les Bisons de Buffalo.
- 8 novembre : Doug Brennan, joueur ayant remporté la Coupe Stanley en 1933 avec les Rangers de New York.
- 24 novembre : Doug Bentley, ancien capitaine des Black Hawks de Chicago, il fut intronisé au Temple de la renommée du hockey en 1964.